# Sineugraphe boursini
Sineugraphe boursini är en fjärilsart som beskrevs av Kazuo Ogata 1956. Sineugraphe boursini ingår i släktet Sineugraphe och familjen nattflyn. Inga underarter finns listade i Catalogue of Life.